# David Lidington
David Roy Lidington (Londen, Engeland, 30 juni 1956) is een Brits politicus van de Conservative Party.
Lidington was van 2010 tot 2019 een van de prominentste politici van de Conservative Party en was opeenvolgend bewindspersoon in de kabinetten-Cameron I en II en May I en II. In de kabinetten-Cameron I en II was hij onderminister voor Europese Zaken van 2010 tot 2016, in het kabinet-May I Lord President of the Council en Leader of the House of Commons van 2016 tot 2017, in het kabinet-May II minister van Justitie van 2017 tot 2018 en minister voor Overheidsbeleid, minister voor Kabinet Zaken, Kanselier van het Hertogdom Lancaster en First Secretary of State van 2018 tot 2019.
Lidington studeerde aan de Universiteit van Cambridge en studeerde af met een Doctor of Philosophy in de Geschiedenis van Engeland. Lidington werkte als politiek adviseur van 1987 tot 1992 voor Douglas Hurd die minister van Binnenlandse Zaken was van 1985 tot 1989 en minister van Buitenlandse Zaken van 1989 tot 1995 in de kabinetten-Thatcher en John Major. In 2019 werd Lidington benoemd als een Ridder Commandeur in de Orde van het Bad met het ere-predicaat van Sir.
- Virtual International Authority File: 317287663